# 계약직
계약직(契約職)은 일정한 근로 기간 내에만 근로하는 비정규직 고용 형태이다. 나라마다 노동법에 따라 계약직에 관한 사항은 다르다.

## 나라별 계약직

### 프랑스
프랑스에서 계약직은 'Contrat de travail à durée déterminée'라고 하며 간단히 CDD라고 한다. 최대 계약 기간은 24개월이며, 한 번 연장할 수 있다.

### 대한민국
일용직 근로자로 2년을 초과 근무하지 아니한 자.

## 계약직(기간제) 근로계약서
계약직(기간제) 근로계약의 경우, 근로계약기간을 반복∙갱신하여 2년을 초과하게 될 경우 기간의 정함이 없는 근로계약으로 전환된다. 사용자는 기간제 및 단시간근로자 보호 등에 관한 법률 제 24조에 따라 근로자에게 계약직(기간제) 근로계약서 1부를 반드시 교부하여야 한다.
계약직(기간제) 근로계약서 양식 및 해설서 참고

## 같이 보기
- 정규직
- 비상근
- 비정규직